# Cyclanthera rostrata
Cyclanthera rostrata là một loài thực vật có hoa trong họ Cucurbitaceae. Loài này được (Paul G. Wilson) Kearns & C.E.Jones mô tả khoa học đầu tiên năm 1992.